# Randy Miles Jeffries
Randy Miles Jeffries – Amerykanin, radziecki szpieg w USA.
Był zatrudniony jako goniec w jednej z firm w Waszyngtonie, zajmującej się przepisywaniem protokołów przesłuchań przeprowadzanych w Kongresie, dzięki czemu uzyskał dostęp do materiałów niejawnych (m.in. dot. wojskowej łączności i możliwościach systemów radarowych, antypodsłuchowego zabezpieczenia systemów telefonicznych i komputerów, postępowania w wypadku wojny jądrowej i rejonów operowania na Pacyfiku okrętu podwodnego typu Trident), które przekazał w 1985 pracownikowi ambasady ZSRR. 
Został wykryty poprzez system nadzoru budynku radzieckiej misji wojskowej w Waszyngtonie (do którego zatelefonował), po czym FBI zorganizowało prowokacyjny zakup niejawnych materiałów od Jeffriesa przez "Vlada" – agenta podającego się za oficera radzieckiego wywiadu.
Sąd skazał Jeffriesa na 10 lat więzienia (przyznał się do jednego z zarzutów).